# Meridiastra fissura
Meridiastra fissura is een zeester uit de familie Asterinidae.
De wetenschappelijke naam van de soort werd in 2002 gepubliceerd door O'Loughlin.